# Westerdykella dispersa
Westerdykella dispersa är en svampart som först beskrevs av Clum, och fick sitt nu gällande namn av Cejp & Milko 1964. Westerdykella dispersa ingår i släktet Westerdykella och familjen Sporormiaceae.   Inga underarter finns listade i Catalogue of Life.